# Pilot (Agents of S.H.I.E.L.D.)
"Pilot" ("Piloto", no Brasil) é o primeiro episódio da primeira temporada da série de televisão norte-americana Agents of S.H.I.E.L.D., baseada na organização S.H.I.E.L.D. (Superintendência Humana de Intervenção, Espionagem, Logística e Dissuasão, sigla em português) criada pela Marvel Comics. O episódio gira em torno do personagem Phil Coulson e sua equipe de agentes da S.H.I.E.L.D. à medida que investigam um homem com superpoderes e um grupo hacktivista. Este é o primeiro episódio de televisão integrado ao Universo Cinematográfico Marvel (UCM), compartilhando a continuidade com os filmes da franquia. O episódio foi escrito pelos próprios criadores da série Joss Whedon, Jed Whedon e Maurissa Tancharoen, e foi dirigido por Joss Whedon.
O episódio foi encomendado em 2012, após Joss Whedon escrever e dirigir Marvel's The Avengers, e foi filmado no início de 2013 em Los Angeles, Califórnia, com algumas filmagens adicionais em Paris, na França. Clark Gregg reprisa seu papel na série como o agente Coulson dos filmes e é acompanhado pelos principais membros do elenco Ming-Na Wen, Brett Dalton, Chloe Bennet, Iain De Caestecker e Elizabeth Henstridge. Cobie Smulders estrela uma participação convidada, interpretando o papel de Maria Hill do filme The Avengers, juntamente com os demais que já haviam colaborado com o trabalho de Joss Whedon, J. August Richards e Ron Glass, também convidados. A ênfase foi colocada em consistência com a continuidade dos filmes do UCM, e alguns elementos são reutilizados dos filmes ao longo do episódio, principalmente o vírus extremis. Os efeitos visuais do episódio foram indicados para o 12º Prêmio da Sociedade de Efeitos Visuais.
"Pilot" foi exibido originalmente na rede ABC em 24 de setembro de 2013 e, de acordo com a Nielsen Media Research, foi assistido por 12,12 milhões de telespectadores, os maiores índices recebidos para o primeiro episódio de uma série de drama desde 2009. O episódio recebeu uma resposta positiva pelos críticos, que elogiaram o envolvimento de Joss Whedon e o desempenho de Richards, mas ficaram desapontados com o fato do episódio não atingir o padrão dos filmes do UCM. O uso do nome 'Rising Tide' (traduzido como 'Maré Crescente') para o grupo de hacktivista recebeu reação de um grupo na vida real que possui o mesmo nome.

## Enredo
Após os eventos de Homem de Ferro 3, Mike Peterson está na rua com seu filho, Ace, quando o último andar de um prédio explode nas proximidades. Peterson usa força sua aprimorada para salvar uma mulher que ficou presa no prédio, e enquanto realiza o salvamento é filmado por Skye, uma integrante do grupo hacktivista Maré Crescente. Maria Hill, a vice-diretora da S.H.I.E.L.D., entrevista Grant Ward para ser integrado em uma nova equipe sob a supervisão do agente Phil Coulson, que está oficialmente morto. Coulson atribui sua habilitação de segurança para o nível 7 e revela que a primeira missão da equipe é investigar o grupo Maré Crescente. Coulson também recruta a relutante agente Melinda May, que estava aposentada do trabalho de campo.
Skye encontra-se com Peterson e adverte-o sobre a propensão de S.H.I.E.L.D. para cobrir eventos relacionados a super-heróis. Ela é presa por Coulson e colocada sob custódia pela S.H.I.E.L.D. na base móvel de operações da equipe (um avião apelidado de "Ônibus"). Durante o interrogatório, Coulson vagarosamente começa a ganhar sua confiança, e ela revela seu conhecimento limitado do misterioso Projeto Centopeia e da localização da explosão; Os agentes Leo Fitz e Jemma Simmons vão investigar a cena.
Peterson volta à fábrica da qual ele foi demitido e feriu seu ex-chefe, chamando-o de "pessoa ruim" e ele mesmo de "herói". Peterson então visita a mulher que ele salvou no hospital, que na verdade é a médica responsável por lhe dar suas habilidades, após implantar o dispositivo Centopeia no braço dele. Ela o adverte contra revelar suas habilidades ao público o que seria, nas palavras dela, contra os desejos de seus patrocinadores. Fitz e Simmons descobrem um dispositivo Centopeia danificado, encontrado na cena onde aconteceu a explosão, e que demonstra funcionar como uma combinação de várias fontes de superpoderes anteriormente conhecidas, incluindo o vírus extremis, e que a explosão foi causada por uma cobaia humana da Centopeia que possui extremis instável dentro de seu corpo.
Peterson sequestra Skye e a obriga a excluir todas as informações pessoais de Ace dos sistemas do governo, ao mesmo tempo em que ela consegue enviar um alerta para a equipe da S.H.I.E.L.D. Os dois são rastreados até uma estação de trem pela equipe de Coulson e um homem armado enviado pela médica de Peterson. May tira o pistoleiro da cena, e Ward atira em Peterson com uma arma de atordoamento avançada desenvolvida por Fitz e Simmons, que estabiliza seu vírus extremis. Mais tarde, Coulson oferece a Skye um lugar em sua equipe quando surge uma chamada para investigar um "0-8-4".

## Produção

### Desenvolvimento
Em agosto de 2012, a rede ABC encomendou um episódio piloto de Joss Whedon, que escreveu e dirigiu o filme The Avengers, para uma série que estaria situada no UCM. Paul Lee, presidente da ABC, comparou o piloto com a série Once Upon a Time, em termos de ambição orçamentária e tecnológica, e falou de sua excitação vide o potencial crossover com o universo dos filmes da Marvel. "Pilot" foi produzido por Joss Whedon, Jed Whedon, Maurissa Tancharoen, Jeffrey Bell e Jeph Loeb.

### Roteiro
Joss Whedon declarou que seus suas séries de televisão anteriores eram baseadas em outros conjuntos, com o episódio piloto da série da S.H.I.E.L.D. baseando-se, em parte, no episódio "The Zeppo" da série Buffy the Vampire Slayer. Esse episódio destacou um personagem não muito visto, que era algo que ele queria alcançar com o personagem do agente Phil Coulson. O episódio foi escrito por Whedon, junto com seu irmão Jed Whedon e cunhada Maurissa Tancharoen. Ao mesmo tempo, ele escrevia o roteiro para Avengers: Age of Ultron, o que significava que ele poderia usar a série para explicar a ressurreição de Coulson ao invés de tentar incluí-la nesse filme. Whedon revelou que recebeu notas do ABC sobre alterações no primeiro episódio, mas observou que a rede estava encorajadora e entusiasmada com o projeto, então "você toma as notas. Você não leva todas elas. Mas você nunca entra esperando que não obtivesse nada". Na San Diego Comic-Con 2013, Tancharoen falou sobre contar uma história da Marvel no orçamento da televisão, chamando-a de um desafio, mas observando que a série é "olhar para ela através de uma lente diferente" contando as histórias humanas no universo sobre-humano, com Coulson, que era o personagem humano fundamentado nos filmes, liderando uma equipe de "pessoas reais", embora também fossem pessoas extremamente experientes.

### Escolha do elenco

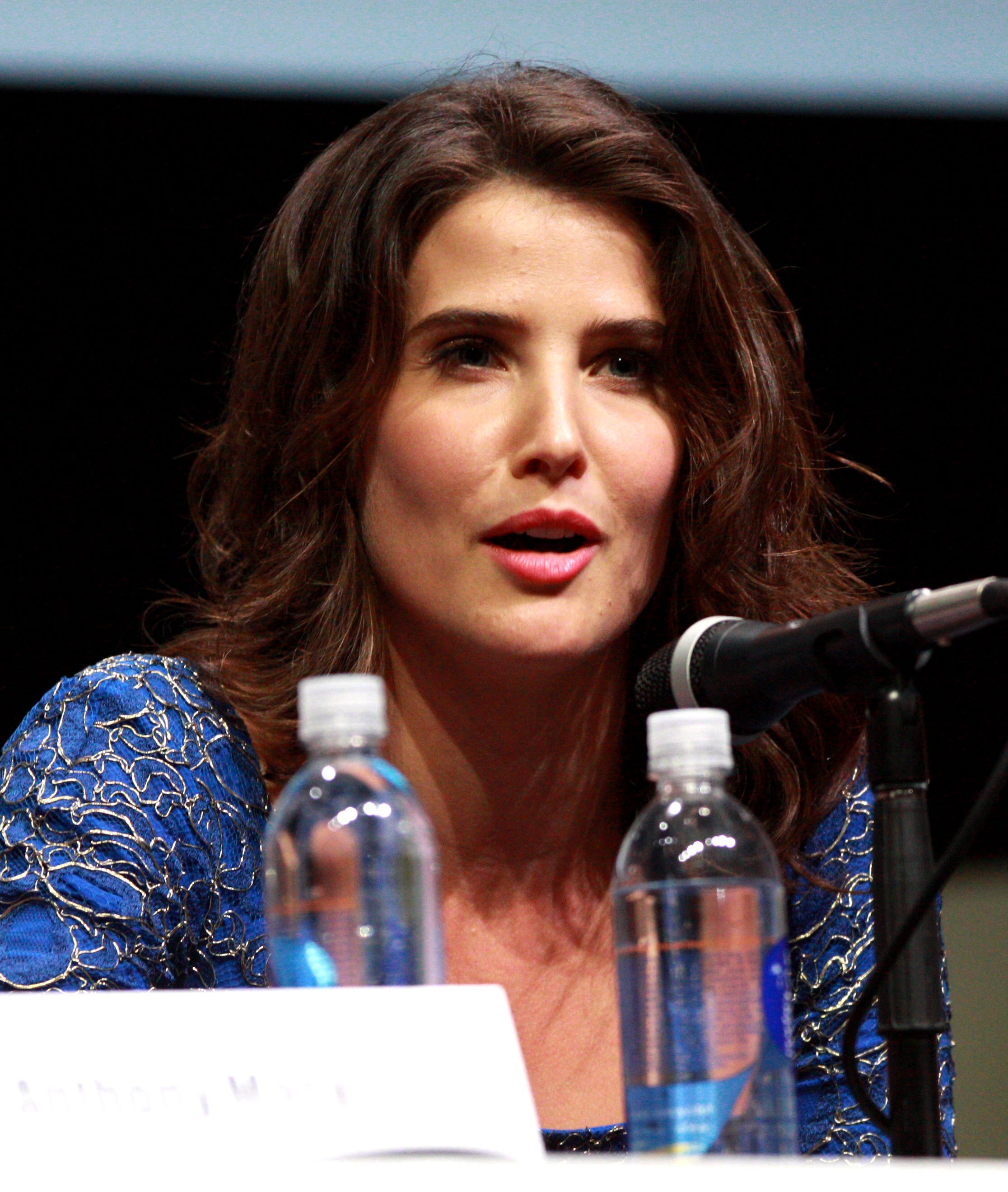
Cobie Smulders foi uma das participações especiais que estrelaram no episódio piloto.

Em outubro de 2012, foi emitida uma folha de elenco para interpretar os cinco papéis principais. Mais tarde naquele mês, durante a New York Comic Con, Joss Whedon, Kevin Feige e Clark Gregg anunciaram que Gregg, que anteriormente havia retratado seu personagem nos filmes do Universo Cinematográfico Marvel como em Homem de Ferro, Homem de Ferro 2, Thor e The Avengers, e também em curtas-metragens como Marvel One-Shots, The Consultant e A Funny Thing Happened on the Way to Thor's Hammer, reprisaria seu papel como o agente Phil Coulson no episódio piloto. No final do mês, a atriz Ming-Na Wen foi escalada como a agente Melinda May. Em novembro de 2012, Elizabeth Henstridge e Iain De Caestecker foram escolhidos como agentes Jemma Simmons e Leo Fitz, respectivamente. Mais tarde, em novembro, o recém-chegado Brett Dalton foi escolhido para interpretar o agente Grant Ward, enquanto em dezembro de 2012, Chloe Bennet foi anunciada como Skye, o sexto e último membro do elenco principal.
Em janeiro de 2013, a atriz Cobie Smulders, que interpretou Maria Hill em The Avengers, indicou que estaria disposta a comparecer na série de televisão. Em julho, foi confirmado que ela seria a atriz convidada no piloto, com Whedon afirmando que queria incluir Smulders porque "ela é a S.H.I.E.L.D. Ela é legal comandando e tem o humor seco que mescla tão bem com o do Clark". Outros atores convidados no elenco no episódio incluem dois atores que já haviam trabalhado com o Whedon em outras séries de televisão, são eles Ron Glass, que interpretou o Shepherd Book em Firefly e o filme subsequente Serenity, aparece em "Pilot" como um médico da S.H.I.E.L.D.; e J. August Richards, que apareceu na série Angel de Whedon, estrelando como Charles Gunn, interpreta o personagem Mike Peterson. Além disso, Shannon Lucio e Bob Stephenson também fazem participações convidadas como Debbie, uma chefe do Programa Centopeia e Garry, o ex-chefe de Mike, respectivamente.

### Filmagens
A produção do episódio, sob o título de produção: S.H.I.E.L.D., ocorreu de 23 de janeiro até 12 de fevereiro de 2013, em Los Angeles, para acomodar a agitada agenda de Joss Whedon. Algumas filmagens adicionais também aconteceram em Paris por dois dias, com Dalton observando que "presta uma espécie de autenticidade e valor de produção ao show". Quando a equipe de locação estava analisando as localidades, o clima era "quase perfeito demais", mas durante o tiroteio estava nublado e chovendo, o que Dalton descreveu como "mais autêntico" do que desnecessariamente "picaresco". Em maio de 2014, Jed Whedon revelou que no primeiro dia de filmagem do piloto, as imagens de veículos que se mantinham seguras durante a produção do episódio foram vazadas na internet, mostrando rapidamente o quão difícil é lidar com o segredo em um projeto da Marvel.

### Conexões com o Universo Cinematográfico Marvel
O episódio usa o vírus Extremis apresentado em Homem de Ferro 3 como uma fonte de poder para o personagem de Mike Peterson. O produtor executivo Jeffrey Bell explicou que a ideia de usá-lo era independente do filme, mas a equipe percebeu que seria uma boa oportunidade para se amarrar com os filmes e trabalhar com a Marvel Studios no impasse para garantir que "eles não sentissem que estávamos apenas arrancando sua ideia". As fontes de poder adicionais para o personagem incluem: tecnologia Chitauri, de The Avengers e Item 47; e o soro do super-soldado, visto em Captain America: The First Avenger e The Incredible Hulk. Os eventos de The Avengers são referenciados várias vezes ao longo do episódio, e imagens de arquivos do filme são brevemente utilizadas em uma montagem na abertura. Além disso, o carro voador de Coulson é um modelo de um protótipo visto em Captain America: The First Avenger.

## Lançamento

### Transmissão
"Pilot" foi exibido pela primeira vez nos Estados Unidos no canal da ABC em 24 de setembro de 2013. Ele foi transmitido simultaneamente nos Estados Unidos e no Canadá pela CTV, e foi exibido pela primeira vez no Reino Unido pelo Channel 4 em 27 de setembro de 2013. O episódio foi transmitido na Austrália pela Seven Network em 2 de outubro de 2013, e na Nova Zelândia pelo canal TV2 em 16 de fevereiro de 2014.

### Marketing
O primeiro comercial televisivo do episódio foi lançado em 12 de maio de 2013, durante o final da segunda temporada de Once Upon a Time. O comercial apresentou imagens de The Avengers juntamente com imagens inéditas do episódio piloto, e foi notado como possuidor de altos valores de produção, que foram comparados aos dos Marvel One-Shots. Dois dias depois, um trailer estendido foi lançado, "dedicado ao diálogo expositivo, configurando os personagens e estabelecendo uma ordem". Então, "Pilot" foi exibido na San Diego Comic-Con em 19 de julho de 2013, onde recebeu uma reação muito positiva da multidão. Antes do episódio ser transmitido no Reino Unido, uma campanha de marketing viral estava em andamento para promover a série. Os cartazes que pediam testemunhas de "Atividades Extraordinárias Suspeitas" foram colocados em torno de Londres.

### Home media
O episódio, juntamente com os demais da primeira temporada de Agents of S.H.I.E.L.D., foi lançado em DVD e Blu-ray em 9 de setembro de 2014. Os recursos de bônus incluem vídeos especiais gravados nos bastidores, comentários de áudio, cenas excluídas entre outros. O conteúdo foi lançado na Região 2 em 20 de outubro e na Região 4 em 11 de novembro de 2014. Em 20 de novembro de 2014, o episódio ficou disponível para transmissão na Netflix.

## Recepção

### Audiência
Nos Estados Unidos, o episódio foi visto por uma porcentagem de 4.7/14 de adultos entre as idades de 18 e 49, o que significa que foi assistido por 4.7 porcento de todas as famílias e 14 porcento de todos que estavam assistindo televisão no momento da transmissão. Foi exibido para 12,12 milhões de telespectadores. Esta foi a audiência mais alta recebida para o primeiro episódio de uma série de drama nos Estados Unidos há quase quatro anos desde o episódio piloto da série V da ABC, no entanto, NCIS foi o show mais assistido durante os intervalos com mais de 20 milhões de telespectadores. "Pilot" foi assistido por 2,71 milhões de telespectadores durante sua estreia canadense, ganhando a terceira maior audiência para a semana na rede. Foi assistido por 14.2 por cento de todos os telespectadores no Reino Unido que estavam vendo televisão no momento da transmissão, o que demonstra uma média de 3.1 milhões de telespectadores. A transmissão teve uma participação de 27 por cento das pessoas entre 16 e 34 anos. Foi o novo drama mais visto no Channel 4 em 2013. A estreia do episódio na Seven Network na Austrália foi vista por 1.3 milhões de telespectadores, o maior show da noite. Na Nova Zelândia, o primeiro episódio estreou para 326,790 espectadores, o quarto maior show da noite e o show mais visto na rede TV2.

### Resposta da crítica
Jason Hughes do The Huffington Post disse que "tudo acerca dessa estreia funcionou". Ele sentiu que o show era um híbrido de Fringe e Heroes com elementos de The X-Files incluídos. Ele pensou que havia um potencial para que a série fosse um sucesso e que atrairia os fãs da Marvel e os novos telespectadores. Dave Bradley avaliou o episódio com quatro e meio de cinco para a revista SFX, dizendo que o show se tornaria um fenômeno ao lado de Doctor Who, The Walking Dead e Game of Thrones. Ele sentiu que usar a personagem Skye para apresentar o espectador à série era meio morno, mas eficaz. Ele elogiou a performance de J. August Richards, mas não apreciou algumas das caracterizações dos personagens principais, o que o fez pensar que a equipe era semelhante à que foi vista em Torchwood.

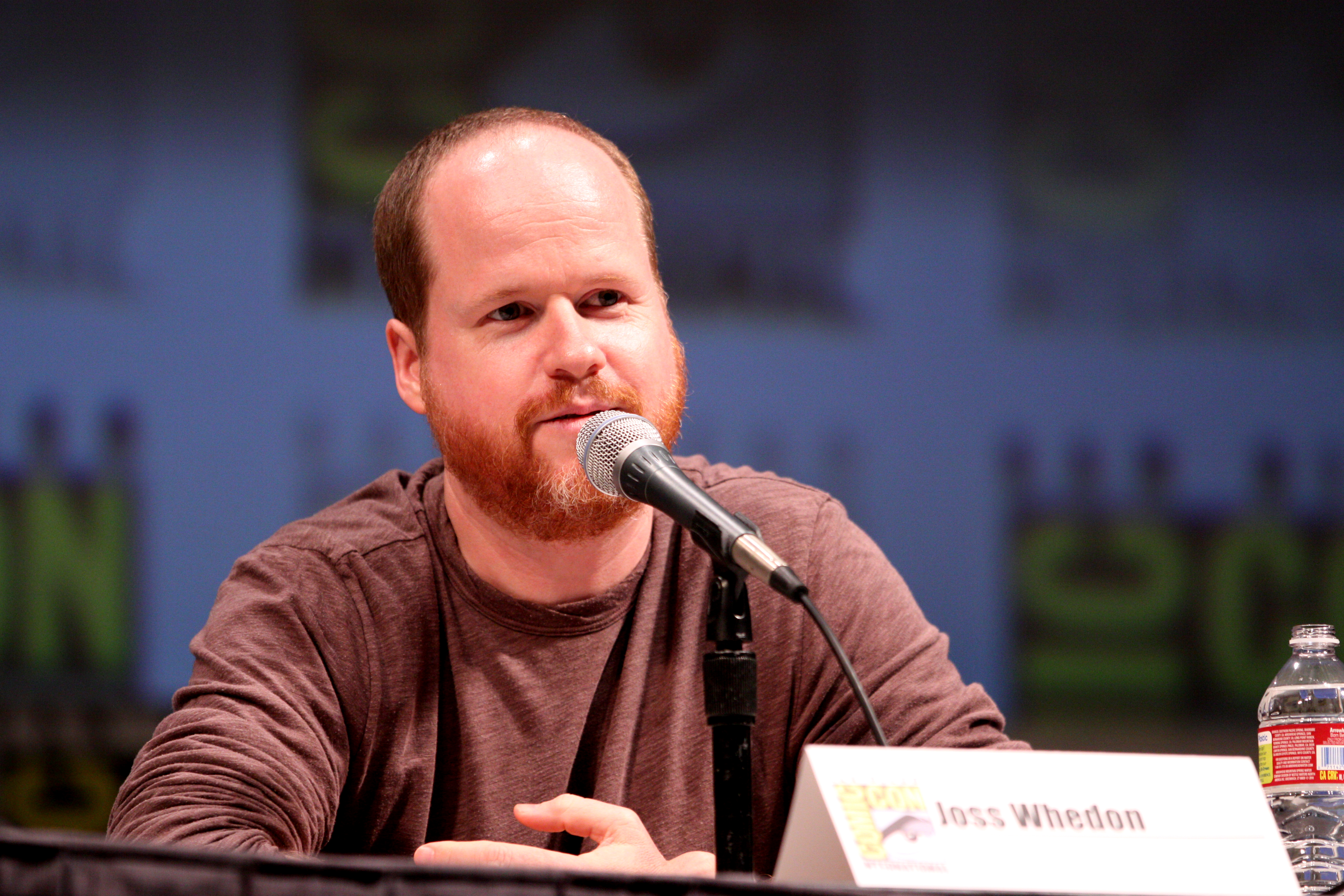
A grande maioria das respostas da crítica ao episódio levaram em consideração o envolvimento de Joss Whedon.

Eric Goldman, da IGN, avaliou "Pilot" com 8.5 de 10, afirmando que a "colaboração inspirada" entre Joss Whedon e Marvel iniciada em The Avengers é altamente divertida, e deve manter os fãs desejando ainda mais, mas olhando para os espectadores que desejam que a série tenha a mesma escala que os filmes do UCM "ficará desapontada – é uma série de televisão de alto orçamento, mas é uma série de TV". Todd VanDerWerff, do The A.V. Club, avaliou o episódio com um "B" sentindo que apresentava "momentos divertidos e engraçados" suficientes para indicar que a série poderia "se acomodar em sua onda com o tempo", mas que também havia momentos cautelosos e previsíveis, e que mesmo sendo os melhores, o episódio parece "o produto de várias centenas de cozinheiros".
Brian Lowry, escrevendo para a revista Variety, disse que o episódio era "OK", encontrando um diálogo para ser "um pouco precioso e desajeitado" e sentindo que a trama era "mais uma história ao invés de algo procedural, e com alguns elementos mitológicos para adoçar a experiência", somando que "com o grande orçamento e a sinergia ostentosa podem vir a ser expectativas super dimensionadas". Tim Goodman, do The Hollywood Reporter, não tinha certeza se o episódio piloto da série continuaria sendo bom ou não. Ele pensou que, por ter o nome de Joss Whedon anexado ao projeto, receberia avaliações positivas por pelo menos um mês. Goodman disse que "é uma boa hora para chamá-lo de 'bom, mas não ótimo' sendo mais relacionado com as expectativas na sequência dos filmes da Marvel do que qualquer outra coisa".
Jim Steranko, conhecido por seu trabalho em Nick Fury, Agent of S.H.I.E..D., sentiu que o episódio estava desfocado e que "não tinha ameaça sem tensão". Ele lamentou a ausência do Nick Fury interpretado por Samuel L. Jackson, e sentiu que o episódio precisava "ser muito mais complicado, mais estranho, e mais dramático para alcançar seu potencial". James Hunt, do Den of Geek, disse que o episódio lutou para satisfazer as expectativas. Ele declarou que o CGI era pior do que o visto em Smallville e que os sets pareciam pequenos. No entanto, ele elogiou o roteiro e, em particular, o discurso do personagem de Richard no final do episódio. Por fim, James achou que este começo era melhor do que o da série Dollhouse, também de Whedon, mas não era perfeito.

### Indicações
"Pilot" foi indicado para o 12º Prêmio da Sociedade de Efeitos Visuais na categoria de efeitos visuais excepcionais em um show, mas acabou perdendo para o episódio "Valar Dohaeris", da série Game of Thrones.

### Controvérsia
O episódio introduziu um grupo chamado 'Rising Tide' (traduzido como 'Maré Crescente'), que também é o nome de um grupo de voluntários na vida real que trabalham em questões acerca de mudanças climáticas. O grupo emitiu uma declaração dizendo que eles estavam preocupados com o uso do nome para o grupo de ficção que parecia ser semelhante ao grupo Anonymous. Eles já foram contatados por engano no Twitter pelos fãs de Agents of S.H.I.E.L.D e criaram uma petição contra a The Walt Disney Company para que parassem de usar o nome deles.